# Ла-Фар-лез-Оливье
Ла-Фар-лез-Оливье (фр. La Fare-les-Oliviers, окс. La Fara deis Oliviers) — коммуна на юго-востоке Франции в регионе Прованс — Альпы — Лазурный Берег, департамент Буш-дю-Рон, округ Экс-ан-Прованс, кантон Бер-л’Этан.
Площадь коммуны — 13,98 км², население — 6476 человек (2006) с выраженной тенденцией к росту: 7618 человек (2012), плотность населения — 544,9 чел/км².

## Население
Население коммуны в 2011 году составляло 7256 человек, а в 2012 году — 7618 человек.
| 1962 | 1968 | 1975 | 1982 | 1990 | 1999 | 2006 | 2008 | 2011 | 2012 |
| ---- | ---- | ---- | ---- | ---- | ---- | ---- | ---- | ---- | ---- |
| 2370 | 2747 | 3526 | 5043 | 6095 | 6334 | 6476 | 6526 | 7256 | 7618 |

Динамика населения:

## Экономика
В 2010 году из 4573 человек трудоспособного возраста (от 15 до 64 лет) 3216 были экономически активными, 1357 — неактивными (показатель активности 70,3 %, в 1999 году — 67,4 %). Из 3216 активных трудоспособных жителей работали 2969 человек (1570 мужчин и 1399 женщин), 247 числились безработными (111 мужчин и 136 женщин). Среди 1357 трудоспособных неактивных граждан 398 были учениками либо студентами, 484 — пенсионерами, а ещё 475 — были неактивны в силу других причин.
На протяжении 2010 года в коммуне числилось 2856 облагаемых налогом домохозяйств, в которых проживало 7283,5 человека. При этом медиана доходов составила 22 тысячи 222 евро на одного налогоплательщика.